# Лутово (Великолукский район)
Лутово — деревня в Великолукском районе Псковской области России. Входит в состав сельского поселения «Пореченская волость».
Расположена в 35 км к югу от райцентра Великие Луки и в 4 км к востоку от волостного центра Поречье.

## Население
Численность населения деревни по состоянию на 2000 год составляла 2 жителя.